# Konstantinos Konstantopoulos
Konstantinos Konstantopoulos (in greco Κωνσταντίνος Κωνσταντόπουλος?; Tripoli, 1832 – Atene, 1910) è stato un politico greco, primo ministro della Grecia dal 1º marzo al 22 giugno 1892.

## Biografia
Konstantinos Konstantinopoulos nacque nel 1832 a Tripoli, in Grecia, da una famiglia agiata. Durante il regno di re Ottone I di Grecia, durato dal 1833 al 1862, fu eletto prima sindaco di Patrasso, poi divenne prefetto dell'Acaia e dell'Elide. In tale veste, riuscì, con le sue qualità di mediatore, a porre termine a diverse faide famigliari della zona, riuscendo ad evitare spargimenti di sangue. Anche dopo il golpe militare del 10 ottobre 1862, che depose Ottone da trono, e l'avvento al trono, nel 1864, di re Giorgio I di Grecia, Konstantinos Konstantinopoulos rimase in politica, venendo eletto deputato del nuovo Parlamento per il collegio di Mantinea, divenendo, nel 1890 presidente del Parlamento.
Quando, il 1º marzo 1892, il ministero di Theodōros Dīligiannīs, in disaccordo con il monarca sulla gestione della politica economica, fu da questi licenziato, nonostante avesse rivecuto la fiducia del Parlamento, Konstantinopoulos, membro dello stesso partito dell'ex-premier, il Partito nazionalista, fu incaricato di formare un gabinetto di transizione in vista delle elezioni del 3 maggio, vinte dal Partito nuovo di Charilaos Trikoupis, che divenne nuovo primi ministro. Dopo la breve esperienza ministeriale, il deputato greco rimase nella politica parlamentare fino al 1904, finché, ritiratosi a vita privata, morì ad Atene nel 1910.